# قسم جلغة الريفي (مقاطعة أسد أباد)
قسم جلغة الريفي (بالفارسية: دهستان جلگه) هي قسم تقع في إيران في قسم. يقدر عدد سكانها بـ 6,669 نسمة .